# ロマ文字
ロマ文字（ロマもじ）は、リベリアのロマ語を表記するために1930年代に考案された音節文字。西アフリカにいくつかある音節文字のひとつだが、現在ロマ語の表記には通常ラテン文字が使われる。
左から右へ書かれる。各文字はCV型の音節を表す。

## 概要
ロマ語はマンデ語派の言語のひとつで、リベリアとギニアに分布する。
ファイアストンのゴム農場で働いていたウィド・ゾボは夢の中でロマに文字がないことを神に訴えたところ、神はロマが伝統の祭儀や信仰を守ることとひきかえに文字の書き方を教えた。文字を学んだ人は他の誰かが望むならば教えなければならない、ただし女性には文字を伝えてはならないとされた。
文字は1930年代から1940年代にかけて私信などに使われたが、現在では通常ラテン文字が使われる。
西アフリカの諸文字を分析した1967年のデービッド・ダルビーの論文では185文字のロマ文字をあげている。ロマ文字を使う人々は今も残っているが、その文字はダルビーのものとはかなり異なっている。

## Unicode
ロマ文字をUnicodeの追加多言語面に含めることが2010年以来提案されているが、字数や字形を確定させることが困難で、作業は難航している。